# 武藤昭平
武藤昭平（むとう しょうへい、1968年12月28日 - ）は、日本のドラマー、ボーカリスト。ジャズパンクバンド、 勝手にしやがれのリーダーであり、ドラムとボーカルを担当。またソロ名義のライブ武藤昭平withウエノコウジ名義ではガット・ギターとボーカルを担当している。

## 経歴
- 勝手にしやがれの詳細は、 勝手にしやがれを参照。

1968年福岡県北九州市生まれ。その後、実家は太宰府に転居。運動神経も良く少年野球の中軸選手として活躍。筑紫野市立筑紫野中学校の時に合唱コンクールの指揮者を演じた際、武藤の学生服が燕尾服に見えたと絶賛される。福岡県立筑紫中央高等学校卒業。九州産業大学中退。
1988年、The Sham（ザ・シャム）のドラマーとしてワーナー・パイオニアよりメジャー・デビュー。その後、The ShamからTHE 100-S（ザ・ハンドレッズ）に改名。
1991年、THE MODSが当時設立したレーベル「スカーフェイス」にTHE 100-Sが参加。1stミニアルバムを発表。
1997年、THE 100-S脱退。様々なジャンルのジャズをパンクテイストに表現する自身のバンド、 勝手にしやがれを結成。ドラムとボーカルを担当。作詞・作曲もほぼ手掛けている。ギターレスであり、なおかつドラマーがボーカルを兼ねるという独特のスタイルが特徴の7人組として話題を呼ぶ。7月11日には新宿ロフトで初ライブを行う。以後、東京を中心に活動。
2004年、勝手にしやがれがエピックレコードジャパンへ移籍。資生堂UNOのCMタイアップ、アニメ主題歌にも使用される。その他、スペースシャワーTV番組MC、ラジオパーソナリティとしても活動。また、勝手にしやがれのCDジャケットの絵画も何点か手掛けており、2006年には勝手にしやがれのアルバム発売に伴うキャンペーンの一環として、絵画の個展を、東京と大阪で開催している。
2008年、オダギリジョー主演、岩松了監督：映画「たみおのしあわせ」にて音楽を担当。
2009年、バンドと平行しウエノコウジと「武藤昭平withウエノコウジ」として弾き語りライブを行うなど、ソロ活動も精力的に行い、會田茂一プロデュースによる1stソロシングル「至福の空」(タワーレコード限定)、フラメンコギタリスト沖仁プロデュースによる2ndソロシングル「ワインレッドの心／リコ」を連続でtearbridge recordsより発表。2010年、自身初となるソロアルバム「トゥーペア」をtearbridge recordsより発表。
2011年、「武藤昭平withウエノコウジ」名義での1stアルバム「マリアッチ・パンクス」をUK.PROJECTより発表。それと共に斎藤工主演映画「明日泣く」にてジャスドラマー役で俳優にも挑戦。予告編
2012年、「武藤昭平 with ウエノコウジ」2ndアルバム「ス・ワンダフル」をUK.PROJECTより発表。
2014年、加山雄三率いるロックバンドTHE King ALL STARSにドラマーとして参加。
2017年、なかの綾のシングル「アサミのブルース/cw Stuff like that there」をプロデュース。5月公開の映画「いぬむこいり」片嶋一貴監督、有森也実主演に準主役として出演。予告編
2018年3月、食道ガンが発覚。活動を休止して治療に専念する。9月、中津川 THE SOLAR BUDOKANにてシークレットで出演。12月28日、下北沢GARDENにて行われた自身の誕生日イベント(出演・勝手にしやがれ/武藤ウエノ)で完全復帰した。
2019年2月、ガンの闘病中に描きためたデッサンを中心にした絵画展「A Day Comes~At the hospital」を東京都世田谷区にて開催。2020年7月にも個展「SYOHEI MUTO GALLERY」を東京都内で開催した。
2024年1月、「武藤昭平 with ウエノコウジ」の活動を2月2日に東京・Flowers Loftにて開催するワンマンライブをもって休止することを発表した。

## ディスコグラフィー

### シングル
|     | 発売日         | タイトル                         | 規格品番                                     | 収録曲 | 備考                                |
| --- | -------------- | -------------------------------- | -------------------------------------------- | --- | ----------------------------------- |
| 1st | 2009年08月19日 | 至福の空 ～NO MUSIC,NO LIFE.～<> | NFC1-27193                                   | 1. 至福の空 ～NO MUSIC,NO LIFE.～ | オリコン最高90位 タワーレコード限定 |
| 2nd | 2009年12月23日 | ワインレッドの心／リコ           | NFCD-27241B:初回生産限定盤 NFCD-27242:通常盤 | 1. ワインレッドの心 2. リコ 3. ロンドン・コーリング(Live at RSR’09) 4. ワタリドリ(Live at RSR’09) 5. ピノキオの鼻(Live at RSR’09) DVD 1. ワインレッドの心 (ビデオ・クリップ) 2. リコ (Live at LOOP '09.10.18) | オリコン最高164位                   |

### アルバム
|     | 発売日         | タイトル                               | 規格品番   | 収録曲 | 備考                                               |
| --- | -------------- | -------------------------------------- | ---------- | --- | -------------------------------------------------- |
| 1st | 2010年02月10日 | トゥーペア                             | NFCD-27256 | 1. トゥーペア 2. ピノキオの鼻 3. リコ(アルバム・ヴァージョン) 4. プリティ・ビーナス 5. 砂漠のクレーター 6. ワインレッドの心 7. ワタリドリ 8. フォーリング・ダウン 9. ブランチ・ルンバ 10. エグジット(FPM EVERLUST MIX) 11. 至福の空 ～NO MUSIC,NO LIFE.～ 12. マザー・アース・パラダイス                                                   |                                                    |
|     | 2024年02月29日 | 名前を失くした男 THE MAN WHO LOST NAME | SZCD-0002  | 1. 般若心経 Heart Sutra 2. 百足Mukade 3. 名前を失くした男 The Man Who Lost Name 4. 六字大明呪 Om Mani Padme Hum 5. オートマチック・ドライヴ Automatic Drive 6. ギネスの泡と共に Guinness-No-Awa-To-Tomoni 7. ピカソの言葉 Picasso’s Words 8. アナザー・ワールド Another World 9. ホワイトアウト Whiteout 10. 風のドライバー Kaze-No-Driver | iTunes Store • ロック トップアルバム • 日本 • 37位 |

## 武藤昭平 with ウエノコウジ
- 2009年より武藤昭平のソロスタイルとして始動。ライブハウスだけでなく、酒場やクラブハウスでもライブを敢行し、ウエノか参加したことによりユニットとして活動開始。ライジング・サン・ロックフェスティバルなど数々の野外フェスにも出演している。

### メンバー
- 武藤昭平　- (ボーカル、ガット・ギター)
- ウエノコウジ - (コントラバス)

### ディスコグラフィー
|     | 発売日         | タイトル                       | 規格品番  | 収録曲 | 備考              |
| --- | -------------- | ------------------------------ | --------- | --- | ----------------- |
| 1st | 2011年03月16日 | マリアッチ・パンクス           | UKCD-1135 | 1. キリンの首 2. サルー 3. ルーマニアのギターラ 4. エグジット 5. スウィート・タウン 6. マリアッチ・ブラザーズ 7. ロンドン・コーリング 8. ダララ 9. ゴットファーザー～愛のテーマ 10. ストラミン 11. アミーガ・アミーゴ                                                                         | オリコン最高167位 |
| 2nd | 2012年08月22日 | 'S Wonderfull (ス・ワンダフル) | UKCD-1139 | 1. ザ・パイド・パイパー・ブルーズ 2. ブエナ・ビスタ 3. イングリッシュマン・イン・ニューヨーク 4. デスペラード・セレナード 5. ロスト・カーニバル 6. パラダイス・ダンス 7. 孤独なパリ 8. コヨーテのアンサンブル 9. リデンプション・ソング 10. カルト・レインボウ 11. ライフ・イズ・ワンダフル   | オリコン最高155位 |
| 3rd | 2015年04月22日 | STRANGERS (ストレンジャーズ)   | UKCD-1152 | 1. ビートニク・ピエロ 2. ワルチング・マチルダ 3. カマリヤ・クンビア 4. 老いぼれパンクス 5. ジャスト・ライク・ア・ウーマン 6. ヘミングウェイ 7. AM 5:00 8. アイ・プット・ア・スペル・オン・ユー 9. レッツ・ブーズ・イット 10. イノセント・アイランド 11. サルヴァトーレ・トルナード 12. マギー | オリコン最高192位 |
| 4th | 2018年02月28日 | JUST ANOTHER DAY               | UKCD-1170 | 1. 凡人讃歌 2. ウェイブ 3. I won’t back down 4. エブリディ・イズ・ラッキーデイ 5. シンガポール急行 6. PM7:00 7. コロンブス 8. ローリン・サーカス 9. オールド・ミラー 10. ベーコンエッグとカフェオレはノンシュガー                                                                             | オリコン最高166位 |

### 参加作品
| 発売日         | タイトル                                                             | 規格品番                         |
| -------------- | -------------------------------------------------------------------- | -------------------------------- |
| 2010年01月27日 | NO MUSIC, NO LIFE. SONGS                                             | RZC1-46471 RZC1-46473 RZC1-46475 |
| 2010年07月28日 | ジョニー・サンダース・トリビュート プラグド・イン - プラグド・アウト | VSCD-5497                        |
| 2012年03月21日 | Happy Holidays!〜80's POPS COVERS〜                                  | AQCD-50658                       |
| 2014年04月16日 | THE King ALL STARS『未来の水平線』                                   | TRJC-1029                        |
| 2015年07月22日 | THE King ALL STARS『I Simple Say』                                   | MUCD-1324                        |
| 2016年07月27日 | EVERYBODY KNOWS? RADIO SESSIONS 1997-2014                            | QFCT-1001                        |
| 2017年06月07日 | なかの綾『アサミのブルース』                                         | HCCD-9585                        |

## ミュージックビデオ
| 監督     | 曲名                                                             |
| 木山健司 | 「キリンの首」「キリンの首 (mono Ver.)」「ワルチング・マチルダ」 |
| マサオ   | 「トゥーペア」「ワインレッドの心」                               |
| 不明     | 「Buena Vista」                                                  |
| 早川大介 | 「般若心経〜Heart Sutra」「六字大明呪〜Om Mani Padme Hum」       |

## 主なライブ

### ワンマンライブ・主催イベント
「※」は「武藤昭平 with ウエノコウジ」名義での出演。
- 2013年12月28日 - 武藤昭平生誕祭 in屋形船 ※
- 2014年03月29日 - ウエノコウジ生誕祭2014 in 熱海 ※
- 2014年12月28日 - 武藤昭平生誕祭2014 ※
- 2015年03月27日 - ウエノコウジ生誕祭2015 ※
- 2015年07月03日〜07月12日 - STRANGERS TOUR ～season1～ ※
- 2015年09月04日〜11月28日 - STRANGERS TOUR ～season2～ ※
- 2015年12月27日 - 武藤昭平生誕祭2015 ※
- 2016年11月12日 - 2017年04月22日 STRANGERS TOUR ～season3 ※
- 2016年03月27日・03月28日 - ウエノコウジ生誕祭2016 ※
- 出演イベント

「※」は「武藤昭平 with ウエノコウジ」名義での出演。
- 2009年04月26日 - ARABAKI ROCK FEST.09 ※
- 2009年08月14日 - RISING SUN ROCK FESTIVAL 2009 in EZO ※
- 2010年06月20日 - Hiroyuki Hanada AGE 50TH GIG "NAGARE PREMIUM DAYS 1"
- 2011年03月17日 - 東北地方太平洋沖地震チャリティライブ LIVE FOR NIPPON
- 2011年07月08日 - 音霊 OTODAMA SEA STUDIO 2011 「響鳴2011」 ※
- 2011年07月17日 - AOMORI ROCK FESTIVAL '11 ～夏の魔物～ ※
- 2011年08月27日 - ARABAKI ROCK FEST.11 ※
- 2012年01月08日 - 親不孝通りNightWalker vol6 ※
- 2012年04月25日・26日 - QUATTRO MIRAGE VOL.4 ※
- 2012年05月29日 - QUATTRO MIRAGE VOL.4～"SHIBUYA Comes Alive!"～ ※
- 2012年08月14日 - UKFC on the Road 2012 ※
- 2012年09月22日 - AOMORI ROCK FESTIVAL '12 ～夏の魔物～ ※
- 2013年02月18日 - Remotec Presents チャリティーライブ ～For Smile～ ※
- 2013年06月01日・02日 - 勝手にニューポート 2013 ※
- 2013年06月23日 - MIYAKO ISLAND ROCKFESTIVAL 2013 後夜祭ライブ ～海を遊ぼう～ ※
- 2013年08月25日 - LONDON NITE SUMMER JAMBOREE 2013 ※
- 2013年09月22日 - 中津川 THE SOLAR BUDOKAN 2013 ※
- 2013年11月14日 - TOWER RECORDS presents Otonano/Oto ※
- 2013年12月12日 - A DAY TO REMEMBER BURNING LIGHTS ※
- 2014年06月29日 - anglasad presents ALL BLUES MItsuME 9th Anniversary ※
- 2014年08月11日 - MARIACHI BROS AT THE BEACH 2014 ※
- 2014年08月15日 - RISING SUN ROCK FESTIVAL 2014 in EZO ※
- 2014年09月13日 - New Acoustic Camp 2014 ※
- 2014年09月14日 - 勝手にウッドストック2014 ※
- 2014年10月09日 - あっちゃん (日本のロックの中心) 生誕50年祝賀大祭 3DAY ※
- 2014年10月17日 - 片山ブレイカーズ&ザ★ロケンローパーティ「KEDA-MONO/MONO-NOKE」ツアー ※
- 2014年11月03日 - GOTTON JAM 2014 ※
- 2015年01月02日 - 1月2日に新宿ロフトでやってやる!仲野茂 生誕55周年ゾロ目スペシャル! ※
- 2015年04月18日 - 音楽と人LIVE 2015 ローリング・サンダー・レビュー ※
- 2015年04月25日 - ARABAKI ROCK FEST.15 ※
- 2015年06月21日 - SEASIDE PARTY ※
- 2015年06月29日 - 新宿LOFT×THE TOKYO 2015年ぶっ通し企画 『LET'S GO LOFT!オレたちしんじゅく族』6月編 ※
- 2015年07月24日 - FUJI ROCK FESTIVAL '15 ※
- 2015年08月10日 - MARIACHI BROS AT THE BEACH 2015 ※
- 2015年08月14日 - UKFC on the Road 2015 ※
- 2015年09月20日 - GAMA ROCK FES 2015 ※
- 2015年11月02日 - I SCREAM NIGHT ※
- 2015年11月14日 - リクオ×中川敬「うたのありか2015ツアー」 ※
- 2016年01月02日 - 毎年恒例!1月2日に新宿ロフトでやってくる!仲野茂 生誕56周年!! ※
- 2016年01月15日 - NEW YEAR LIVE ※
- 2016年01月25日 - LIVING ROCK ～ROCK'N'ROLL UNPLUGGED WEEK～ ※
- 2016年02月20日 - HARISS presents POP SAVE US 3days special ～THANX!!!～
- 2016年04月29日 - ARABAKI ROCK FEST.16 ※
- 2016年07月30日 - Laguna 8th anniversary special「LOOKING GOOD!!!」
- 2016年08月05日 - 夏のビバヤング!4DAYS ※
- 2016年08月08日 - 音霊 OTODAMA SEA STUDIO 2016「MARIACHI BROS AT THE BEACH 2016～2×2×2×2～」 ※
- 2016年09月24日 - りんご音楽祭2016 ※
- 2016年10月13日 - 武蔵野Jamboree

## 出演映画
- ヒートアイランド（2007年10月20日公開）監督:片山修 / 出演:城田優 / 木村了 / 北川景子 / 武藤昭平
- たみおのしあわせ（2008年7月19日公開）監督:岩松了 / 出演:オダギリジョー / 麻生久美子 / 勝手にしやがれ
- 明日泣く（2011年11月19日公開）監督:内藤誠 / 出演:斎藤工 / 汐見ゆかり / 武藤昭平 / 井端珠里
- Please Please Please（2017年1月14日公開）監督:堀内博志 / 出演:佐藤流司 / 佐藤永典 / 赤澤燈 / 父ショウヘイ・刑事岡田の二役：武藤昭平
- いぬむこいり（2017年5月13日公開）監督:片嶋一貴 / 出演:有森也実 / 武藤昭平 / 尚玄 / 江口のりこ / パンタ

## 音楽担当

### 舞台
- Takayuki Suzui Project OOPARTS Vol.6「D-river」（2022年）[7]